# Zaječar
Zaječar (izvirno srbsko Зајечар) je mesto v vzhodnem delu Srbijie v bližini meje z Bolgarijo in je središče Timoške krajine, istoimenske občine z okoli 60.000 prebivalci, Zaječarskega upravnega okraja, pa tudi Timoške pravoslavne eparhije (Eparhija Timočka).

## Demografija
V naselju živi 32337 polnoletnih prebivalcev, pri čemer je njihova povprečna starost 40,2 let (39,3 pri moških in 41,1 pri ženskah). Naselje ima 13733 gospodinjstev, pri čemer je povprečno število članov na gospodinjstvo 2,88.
To naselje je, glede na rezultate popisa iz leta 2002, večinoma srbsko.
|  |

| Demografija | Demografija     | Demografija     |
| Leto        | Št. prebivalcev | Št. prebivalcev |
| ----------- | --------------- | --------------- |
|             |                 |                 |
|             |                 |                 |
|             |                 |                 |
|             |                 |                 |
| 1948        | 11861           |                 |
| 1953        | 14489           |                 |
| 1961        | 18690           |                 |
| 1971        | 27599           |                 |
| 1981        | 36958           |                 |
| 1991        | 39625           | 39219           |
| 2002        | 40700           | 39491           |
|             |                 |                 |

| Etnična sestava po popisu iz leta 2002 | Etnična sestava po popisu iz leta 2002 | Etnična sestava po popisu iz leta 2002 | Etnična sestava po popisu iz leta 2002 | Etnična sestava po popisu iz leta 2002 |
| -------------------------------------- | -------------------------------------- | -------------------------------------- | -------------------------------------- | -------------------------------------- |
| Srbi                                   | Srbi                                   |                                        | 37.500                                 | 94,95%                                 |
| Romi                                   | Romi                                   |                                        | 233                                    | 0,59%                                  |
| Jugoslovani                            | Jugoslovani                            |                                        | 219                                    | 0,55%                                  |
| Vlahi                                  | Vlahi                                  |                                        | 159                                    | 0,40%                                  |
| Črnogorci                              | Črnogorci                              |                                        | 131                                    | 0,33%                                  |
| Makedonci                              | Makedonci                              |                                        | 111                                    | 0,28%                                  |
| Bolgari                                | Bolgari                                |                                        | 84                                     | 0,21%                                  |
| Hrvati                                 | Hrvati                                 |                                        | 80                                     | 0,20%                                  |
| Albanci                                | Albanci                                |                                        | 34                                     | 0,08%                                  |
| Romuni                                 | Romuni                                 |                                        | 19                                     | 0,04%                                  |
| Slovenci                               | Slovenci                               |                                        | 18                                     | 0,04%                                  |
| Madžari                                | Madžari                                |                                        | 17                                     | 0,04%                                  |
| Muslimani                              | Muslimani                              |                                        | 16                                     | 0,04%                                  |
| Goranci                                | Goranci                                |                                        | 10                                     | 0,02%                                  |
| Bošnjaki                               | Bošnjaki                               |                                        | 8                                      | 0,02%                                  |
| Slovaki                                | Slovaki                                |                                        | 5                                      | 0,01%                                  |
| Nemci                                  | Nemci                                  |                                        | 4                                      | 0,01%                                  |
| Čehi                                   | Čehi                                   |                                        | 3                                      | 0,00%                                  |
| Ukrajinci                              | Ukrajinci                              |                                        | 3                                      | 0,00%                                  |
| Rusi                                   | Rusi                                   |                                        | 2                                      | 0,00%                                  |
| Neznano                                | Neznano                                |                                        | 267                                    | 0,67%                                  |